# SN 2001kd
SN 2001kd – supernowa odkryta 12 listopada 2001 roku w galaktyce A075031+1021. W momencie odkrycia miała maksymalną jasność 24,30m.